# Чуракаевский сельсовет (Башкортостан)
Чуракаевский  сельсове́т (баш. Сураҡай ауыл советы) — упразднённое в 2008 году сельское поселение в составе Альшеевского района. Объединен с сельским поселением Шафрановский сельсовет. Почтовый индекс — 452107. Код ОКАТО — 80202867000.

## Состав
село Чуракаево – административный центр, деревни Идрисово, Каран, Колонка, Ташкичу. 
В 2005 году в сельсовете упразднен посёлок Акыстау (Закон «О внесении изменений в административно-территориальное устройство Республики Башкортостан в связи с образованием, объединением, упразднением и изменением статуса населенных пунктов, переносом административных центров» от 20 июля 2005 года N 211-з, ст. 4, 1) а)).

## История
Закон Республики Башкортостан от 19.11.2008 N 49-з «Об изменениях в административно-территориальном устройстве Республики Башкортостан в связи с объединением отдельных сельсоветов и передачей населённых пунктов», ст.1 гласил:
 "Внести следующие изменения в административно-территориальное устройство Республики Башкортостан:
 д) объединить Шафрановский и Чуракаевский сельсоветы с сохранением наименования «Шафрановский» с административным центром в селе Шафраново.
Включить село Чуракаево, деревни Идрисово, Каран, Колонка, Ташкичу 
Чуракаевского сельсовета в состав Шафрановского сельсовета.

Утвердить границы Шафрановского сельсовета согласно представленной схематической карте.

Исключить из учётных данных Чуракаевский сельсовет;

## Географическое положение
На 2008 год граничил с муниципальными образованиями: Трунтаишевский сельсовет, Казанский сельсовет, Раевский сельсовет, Кармышевский сельсовет, Шафрановский сельсовет («Закон Республики Башкортостан от 17.12.2004 N 126-з (ред. от 19.11.2008) „О границах, статусе и административных центрах муниципальных образований в Республике Башкортостан“»).